# العلاقات الغيانية النيبالية
العلاقات الغيانية النيبالية هي العلاقات الثنائية التي تجمع بين غيانا ونيبال.

## مقارنة بين البلدين
هذه مقارنة عامة ومرجعية للدولتين:
| وجه المقارنة                                              | غيانا        | نيبال                             |
| --------------------------------------------------------- | ------------ | --------------------------------- |
| المساحة (كم2)                                             | 214.97 ألف   | 147.18 ألف                        |
| عدد السكان (نسمة)                                         | 777.86 ألف   | 29.40 مليون                       |
| الكثافة السكانية (ن./كم²)                                 | 3.62         | 199.76                            |
| العاصمة                                                   | جورج تاون    | كاتماندو                          |
| اللغة الرسمية                                             | لغة إنجليزية | اللغة النيبالية                   |
| العملة                                                    | دولار غياني  | روبية نيبالية                     |
| الناتج المحلي الإجمالي (بليون دولار)                      | 3.68 مليار   | 24.47 مليار                       |
| الناتج المحلي الإجمالي (تعادل القوة الشرائية) بليون دولار | 5.77 مليار   | 70.20 مليار                       |
| الناتج المحلي الإجمالي الاسمي للفرد دولار أمريكي          | 4.13 ألف     | 743                               |
| الناتج المحلي الإجمالي للفرد دولار أمريكي                 |              | 2.37 ألف                          |
| مؤشر التنمية البشرية                                      |              | 0.548                             |
| رمز المكالمات الدولي                                      | +592         | +977                              |
| رمز الإنترنت                                              | .gy          | .np                               |
| المنطقة الزمنية                                           | 00           | UTC+05:45، التوقيت الموحد لنيبال ‏ |

## منظمات دولية مشتركة
يشترك البلدان في عضوية مجموعة من المنظمات الدولية، منها:
| علم المنظمة | اسم المنظمة                               | تاريخ انضمام غيانا | تاريخ انضمام نيبال |
| ----------- | ----------------------------------------- | ------------------ | ------------------ |
|             | مؤسسة التنمية الدولية                     | 4 يناير 1967       | 6 مارس 1963        |
|             | يونسكو                                    | 21 مارس 1967       | 1 مايو 1953        |
|             | مؤسسة التمويل الدولية                     | 4 يناير 1967       | 7 يناير 1966       |
|             | منظمة حظر الأسلحة الكيميائية              | ?                  | ?                  |
|             | الأمم المتحدة                             | 20 سبتمبر 1966     | 14 ديسمبر 1955     |
|             | منظمة الشرطة الجنائية الدولية             | ?                  | ?                  |
|             | البنك الدولي للإنشاء والتعمير             | 26 سبتمبر 1966     | 6 سبتمبر 1961      |
|             | الاتحاد البريدي العالمي                   | ?                  | ?                  |
|             | المركز الدولي لتسوية المنازعات الاستشارية | 10 أغسطس 1969      | 6 فبراير 1969      |
|             | وكالة ضمان الاستثمار متعدد الأطراف        | 18 يناير 1989      | 9 فبراير 1994      |
|             | منظمة التجارة العالمية                    | ?                  | ?                  |

## وصلات خارجية
- موقع وزارة الخارجية الغيانية
- موقع وزارة الخارجية النيبالية